# Association Sportive et Athlétique de Sceaux
L'Association Sportive et Athlétique de Sceaux è una società cestistica avente sede a Sceaux, in Francia.

## Storia
Fondata nel 1942 ha raggiunto l'apice sportivo con la promozione in Pro A 1993-94, rimanendovi quella sola stagione, e militando da allora nelle serie inferiori del campionato francese, coltivando soprattutto il settore giovanile.